# Гуммель, Иоганн Непомук
Иоганн (Ян) Непомук Гуммель (нем. Johann Nepomuk Hummel или Jan Nepomuk Hummel, иногда Хуммель) (14 ноября 1778, Братислава — 17 октября 1837, Веймар) — австрийский композитор и пианист-виртуоз.

## Биография
Иоганн Непомук Гуммель родился 14 ноября 1778 года в Пресбурге (ныне Братислава). Уже в три года у будущего композитора обнаружились музыкальные способности, а в пять в подарок от отца он получил своё первое маленькое фортепиано, которое хранил до самой смерти. Был женат на  Элизабет Рёкел, оперной певице и подруге Бетховена. Возможно, именно ей Бетховен посвятил известную пьесу "К Элизе". 
В 1786—1788 годах Гуммель — ученик Вольфганга Амадея Моцарта и Антонио Сальери.
С 1793 по 1816 год живёт в столице Австрии городе Вене. Берёт уроки контрапункта у Иоганна Георга Альбрехтсбергера — одного из учителей Бетховена, занимается пением у Антонио Сальери.
С 1795 года Иоганн Непомук стал учеником Йозефа Гайдна, который познакомил юношу с органом, а позже посвятил ему сонату ля-бемоль мажор[уточнить], которую Гуммель с блеском исполнял.
В 1820 году давал уроки игры на фортепиано Юлиусу Бенедикту, которому королева Виктория за его талант позднее пожалует дворянский титул.
Незадолго до смерти занимался переложением струнных квартетов Бетховена для фортепиано; но замысел так и не был окончен. Дружил с Бетховеном и Шубертом; Шуберт посвятил ему ряд сочинений[уточнить]. Среди учеников Гуммеля — Феликс Мендельсон и Франц Шоберлехнер.

## Творчество
Музыка И. Н. Гуммеля являет собой переход от классицизма к романтизму. Лучшая часть его наследия — фортепианная музыка, отличительными чертами которой являются виртуозность, сентиментально-романтический характер и изящество мелодики. Одна из его фортепианных пьес, ноктюрн «Память дружбы», в 1854 году была оркестрована русским композитором Михаилом Глинкой.

## Сочинения
- 9 опер
- 5 балетов
- 3 мессы
- 7 концертов для фортепиано с оркестром
- 7 фортепианных трио
- Фортепианный квартет соль мажор
- 2 фортепианных квинтета
- Фортепианный септет до мажор "Militär-septet"
- 9 сонат для фортепиано
- 8 сонат для скрипки и фортепиано
- множество пьес для фортепиано, в том числе 11 сонат, рондо, фантазии, этюды и др.
- Концерт для фагота с оркестром фа мажор
- Концерт для трубы с оркестром ми-бемоль мажор (в оригинале Ми-мажор)
- Концерт для мандолины с оркестром соль мажор

Всего 125 музыкальных произведений.

### Книги
- «Обстоятельное теоретическое и практическое наставление к фортепианной игре» («Ausführlich theoretisch-praktische Anweisung zum Pianofortespiel», 1828)

## Интересные факты
- В 1822 году Гуммель концертировал в России.
- В некоторых сочинениях Гуммель использовал мелодии русских народных песен: «Вариации на темы русских песен» и «Русское рондо» для фортепиано, а также «Полифонические русские народные песни» для 4 голосов, хора и оркестра.
- В фортепианном трио ля мажор, op. 78, использована мелодия украинской народной песни «Ехал казак за Дунай»[источник не указан 3431 день].